# Mandatory Integrity Control
 (mai 2025).
Mandatory Integrity Control (MIC, appelé aussi Integrity levels) est une spécification de sécurité de Windows Vista et Windows Server 2008. Il y a quatre niveaux de sécurité (IL : Integrity Level), chacun d'eux étant identifié par un SID précis (Bas : S-1-16-4096, Moyen : S-1-16-8192, haut : S-1-16-12288, et système :S-1-16-16384).